# Hermann Trimborn
Hermann Josef Trimborn  (* 15. Mai 1901 in Bonn; † 29. August 1986 ebenda) war ein deutscher Altamerikanist und Ethnologe. 

## Leben
Hermann Trimborn war der Sohn eines Bonner Schlossermeisters und Fabrikanten. Er besuchte das Realprogymnasium in Bonn und erlangte 1918 das Abitur. Danach studierte er Medizin und Naturwissenschaften, später Rechtswissenschaften in Bonn und München. 1923 promovierte er bei Heinrich Dietzel in Bonn zum Dr. rer. pol. mit der Dissertation „Zum Kollektivismus der Inka in Peru“. Er arbeitete in der Schlosserei seines Vaters und absolvierte 1925 die Gesellenprüfung. Parallel dazu hörte er völkerkundliche Vorlesungen bei Fritz Graebner. 1929 habilitierte er sich mit der Schrift „Das Recht der Chibcha in Kolumbien“. 
Von 1933 bis 1936 lehrte Trimborn als Professor in Madrid und von 1936 bis zu seiner Emeritierung 1969 an der Universität Bonn. Dort gründete er 1948 das Seminar für Völkerkunde, die heutige Abteilung für Altamerikanistik und Ethnologie, und die Archäologisch-ethnographische Lehr- und Studiensammlung des Seminars, das heutige BASA-Museum (Bonner Amerikas-Sammlung).
Er nahm 1939 als Delegierter des Deutschen Reiches am International Congress of Americanists in Mexico teil. Eine Reihe von Kongress- und Forschungsreisen führten ihn in den folgenden Jahrzehnten hauptsächlich nach Südamerika.
Trimborn erforschte insbesondere indianische Kulturen in Südamerika. Zusammen mit Leonhard Adam gab er das Lehrbuch der Völkerkunde heraus, das lange Zeit als Standardwerk galt. Darüber hinaus war er Mitherausgeber der ethnologischen Buchreihe Kulturgeschichtliche Forschungen.
Trimborn forschte auf dem Gebiet der Quechua-Literatur. In den 1930er Jahren entdeckte er das lange Zeit unbeachtete, auf Quechua verfasste Huarochirí-Manuskript vom Ende des 16. Jahrhunderts an der Königlichen Bibliothek in Madrid wieder, übersetzte es ins Deutsche und veröffentlichte es 1939 in einer zweisprachigen Ausgabe. Die Arbeiten wurden durch den Spanischen Bürgerkrieg stark behindert. Nachdem der Großteil der Auflage durch den Zweiten Weltkrieg zerstört worden war, erschien 1967 eine erweiterte und überarbeitete, gemeinsam mit Antje Kelm erarbeitete Ausgabe.

## Auszeichnungen (Auswahl)
- 1959: Orden El Sol del Perú (Gran Oficial)
- 1964: Orden de Isabel la Católica (Comendador de Número)
- 1965: Rudolf-Virchow-Plakette der Berliner Gesellschaft für Anthropologie, Ethnologie und Urgeschichte
- 1970: Dr. h. c. der Universität Complutense Madrid
- 1981: Ordentliches Mitglied des Deutschen Archäologischen Instituts

## Veröffentlichungen
- Hermann Trimborn: Dämonen und Zauber im Inkareich. Quellen und Forschungen zur Geschichte der Völkerkunde, Leipzig, 1939.
- Hermann Trimborn (Mitherausgeber): Lehrbuchs der Völkerkunde, 1958.
- Hermann Trimborn: Das alte Amerika, 1959.
- Hermann Trimborn: Eldorado. Entdecker und Goldsucher in Amerika. Janus-Bücher 20, R. Oldenbourg Verlag, München / Wien, 1961.
- Hermann Trimborn, Antje Kelm: Götter und Kulte in Huarochirí. Quellenwerke zur alten Geschichte Amerikas aufgezeichnet in den Sprachen der Eingeborenen, Band 8. Verlag Mann, Berlin, 1967.
- H. Trimborn: Radiometrische Daten zur Kulturgeschichte des alten Peru, in: "Naturwissenschaften" 62, 1975, 476–481.